# Unitat de procés de visió
Unitat de procés de visió (amb acrònim anglès VPU vision processing unit) és un tipus específic de microprocessador amb l'objectiu d'accelerar l'àmbit de la intel·ligència artificial en el camp de visió. Les VPU és diferent a les unitats de processament de video que estan especialitzades en la codificació i decodificació de video. Les VPU estan especialitzades a executar algorismes de visió artificial tals com xarxes neuronals convolucionals, SIFT, etc

## Característiques
- Una VPU és un tipus específic de microprocessador.
- Una VPU és diferencia d'una GPU en que realitza tasques d'intel·ligència artificial.

## Exemples
| Nom de la plataforma | Fabricant  | Prestacions                                                      |
| -------------------- | ---------- | ---------------------------------------------------------------- |
| Myriad 2             | Movidius   | 12 processadors vectorials VLIW de 128 bits                      |
| Eyeriss              | MIT        | Xarxa neuronal                                                   |
| NeuFlow              | Yann LeCun | FPGA, xarxa neuronal                                             |
| EyeQ                 | Mobileye   | Processador VLIW SIMD                                            |
| Myriad X             | Intel      | Velocitat de 1 Tops, 16 processadors vectorials VLIW de 128 bits |